# Les plus grands succès de Céline Dion
Les plus grands succès de Céline Dion è il settimo album e la seconda raccolta di canzoni della cantante canadese Céline Dion, pubblicato in Canada il 14 settembre 1984.

## Informazioni
Il 17 settembre 1984 nel Centro ospedaliero universitario di Sainte-Justine, la Dion lancia la sua seconda raccolta di successi, Les plus grands succès de Céline Dion. È stato venduto nei supermercati di Steinberg e parte dei profitti sono stati devoluti alla Quebec Cystic Fibrosis Association. L'album non include canzoni inedite e contiene tutti i singoli pubblicati precedentemente da Céline, ad eccezione di L'amour viendra.

## Tracce

### Les plus grands succès de Céline Dion

#### Lato A
1. Ce n'était qu'un rêve – 3:00 (Thérèse Dion, Céline Dion, Jacques Dion)
2. La voix du bon Dieu (feat. la famiglia Dion) – 3:00 (Eddy Marnay)
3. Tellement j'ai d'amour pour toi – 2:57 (Marnay, Hubert Giraud)
4. D'amour ou d'amitié – 2:28 (Marnay, Jean Pierre Lang, Roland Vincent)
5. Glory Alleluia – 4:17 (André Pascal)

#### Lato B
1. Mon ami m'a quittée – 3:47 (Marnay, Thierry Geoffroy, Christian Loigerot)
2. Ne me plaignez pas – 3:10 (Marnay, Steve Thompson)
3. Un enfant – 2:56 (Jacques Brel, Gérard Jouannest)
4. Vivre et donner – 3:59 (Marnay, Ben Kaye)
5. Les chemins de ma maison – 3:35 (Marnay, Alain Bernard, Patrick Lemaitre)